# インドヒラマキガイ
インドヒラマキガイ（印度平巻貝）、学名 Indoplanorbis exustus は、インドや東南アジアを原産とする有肺類の巻貝の一種。
古くからレッドスネールの通称で呼ばれ、観賞魚の水槽にガラス面に付着して繁殖する藻類（いわゆるコケ）を除去する目的でタンクメイトとして導入され、その目的で販売されることもあった(特に、アルビノ個体が「レッドラムズホーン」として現在でも売られている)。しかし、インドヒラマキガイやサカマキガイのように有肺類の巻貝でアクアリウムの環境に適応しやすい種類は、水槽内で容易に繁殖して急激に個体数を増し、水草すらも食い荒らすことがあるためにあまり好まれないようになっていった。今日では水槽内で繁殖させることが困難で水草を食べる性質を持たないアマオブネガイ科のイシマキガイなどが、好んでこの目的で用いられている。繁殖が容易なことからヘイケボタルを飼育繁殖させる際の幼虫の餌として用いられることもある。
以上の経緯から、水槽内で繁殖した個体を川に流したり、インドヒラマキガイのついた水草を川に捨てたりしたことにより、日本各地の河川でも野生化して定着し、いわゆる外来種として問題になっている。